# 额头出汗原则

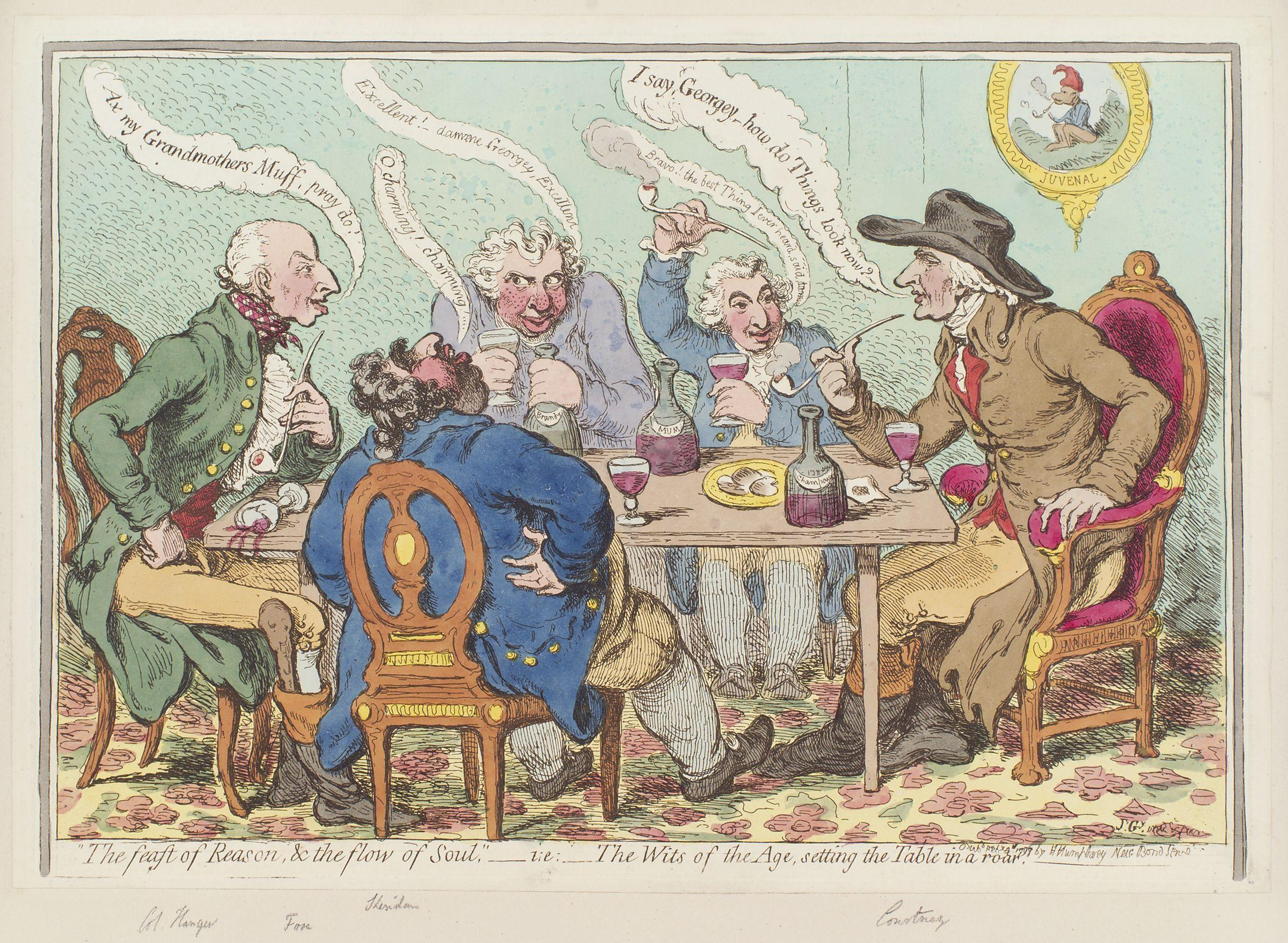
詹姆斯·吉尔雷（卒于1815年），于1797年创作了这幅画。他的作品在全世界的公有领域流传。然而，在“出汗原则”的影响下，由于技巧和劳力的运用，其复制品也要求得到新的版权。

额头出汗原则（英語：sweat of the brow，或称辛勤原则）是一条知识产权法律原則，尤其关系到著作權法。根据这条法律原则，作者通过创作（如数据库、通讯录）时所付出的劳动就可获得版權，并不需要真正的创造或“原创性”。在“辛勤原则”的保护下，获得版權的作者（即使完全非原创）有权得到其付出及费用的保护；在不授权的情况下，别人无权使用其作品，但却可以通过独立研究或工作对其作品进行再创造。
電話簿就是一个典型的例子。在“辛勤原则”的权限内，电话簿可能不允许复制，但是某个竞争对手可以通过独立收集信息来发行一份相当的号码簿。这一原则同样适用于数据库和知识点列表。
但在1991年，美国联邦最高法院在費斯特出版公司訴鄉村電話公司案案中否定了该原则，认为原創（originality）不是“汗水的积累”；版权（Copyright）奖励的是原创而不是努力，作品需要“最低分量的创造性”（at least a minimal level of creativity）。
传统上的欧陆法系对于作者权的适用是类似的（并不完全相同）。欧盟法律趋于使知识产权法在成员国之间和谐一致，而这条原则正起到了这样的作用。在数据库指令96/9/EC中，欧盟成员国必须对其授予保护权——非原创数据库的数据库权利，也就是对那些没有原创性作品的保护，这是大量投资（金钱、劳力等）的结果。

## 词源
在传统英语习语中，sweat of one's brow在劳动中所耗费的努力，以及由此产生的价值。 最著名的是这个短语被用在创世纪3:19的英文翻译中。 该法律原则的名称也来自这个习语。